# Toni Zenz

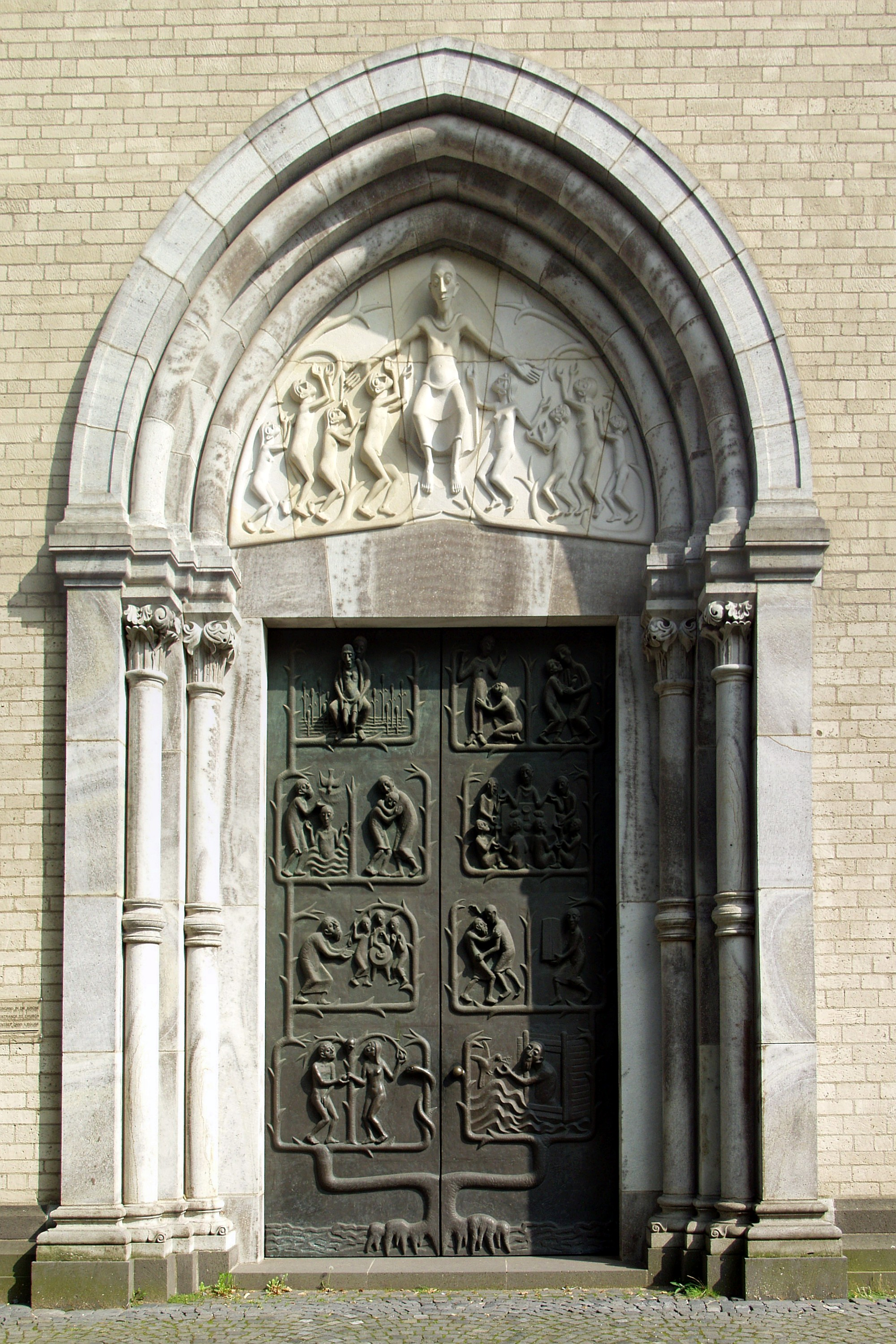
Westportal von St. Kunibert, Köln, gestaltet von Toni Zenz

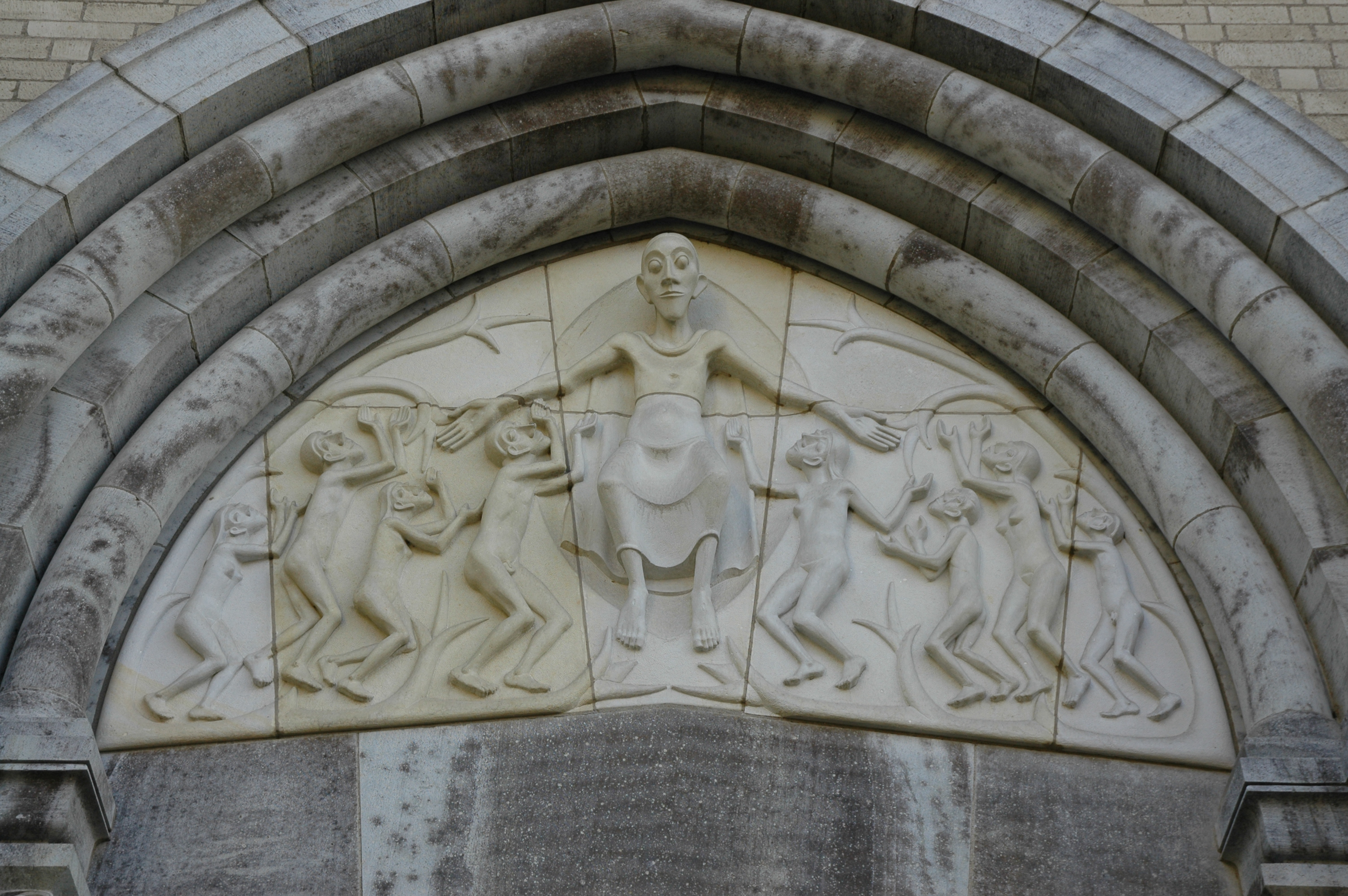
Tympanon über dem Westportal von St. Kunibert, Köln (1985 bis 1992)

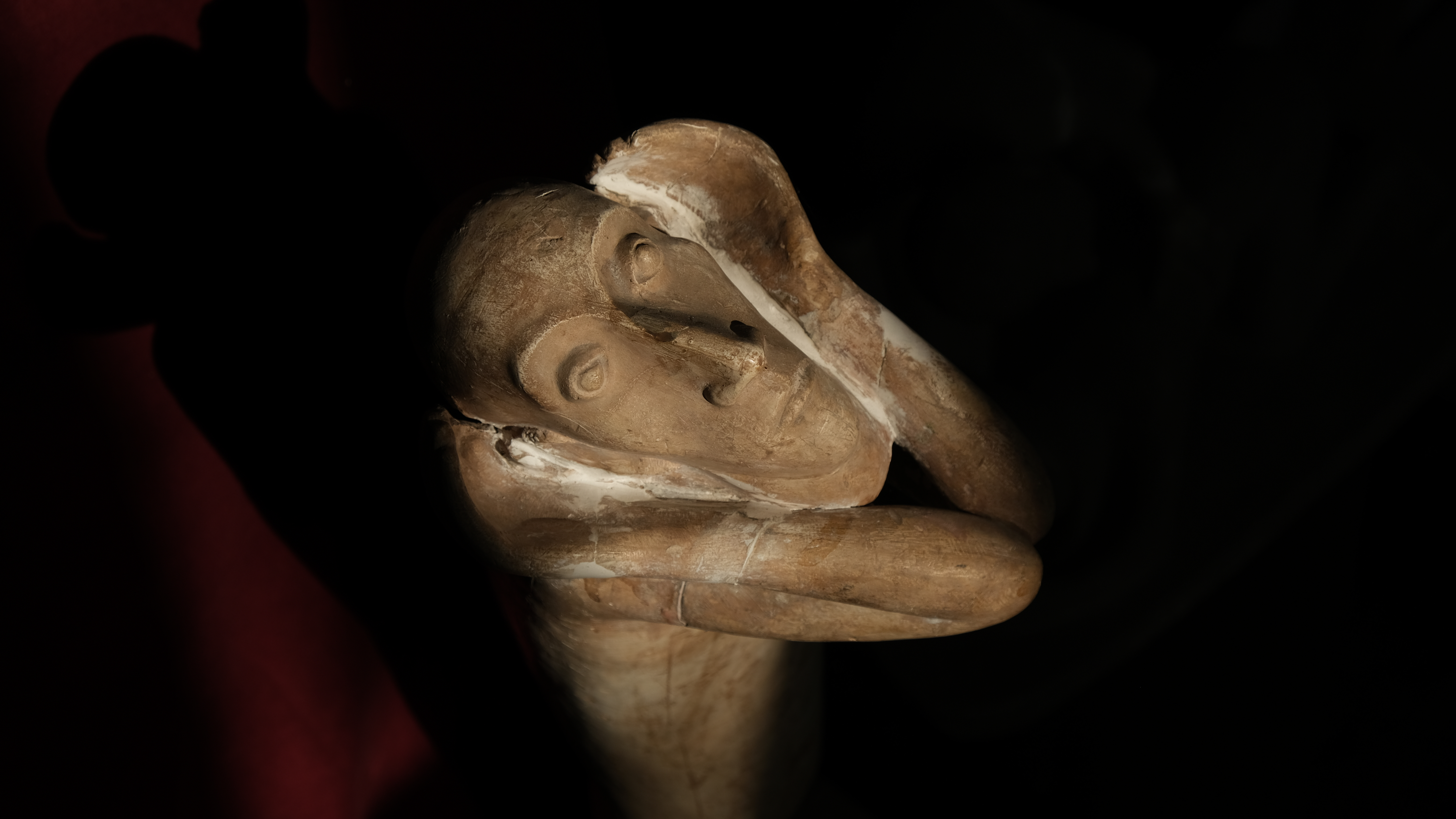
Gipsmodell der Plastik „Der Hörende“

Toni Zenz (* 7. Juni 1915 in Köln-Ehrenfeld; † 18. März 2014) war ein deutscher Bildhauer.

## Leben
Anfang der 30er Jahre besuchte er die Kölner Werkschulen und studierte Bildhauerei. Er war von 1932 bis 1934 Schüler von Toni Stockheim und von 1934 bis 1936 von Wolfgang Wallner. Seitdem arbeitete er als freier Bildhauer. Sein bildhauerischer Stil eines sanften Expressionismus wird oft mit der Kunst von Ernst Barlach und Käthe Kollwitz in Verbindung gebracht.
Toni Zenz lebte zuletzt in Köln-Holweide in Haus Schlagbaum, das nach 1949 nach Plänen von Emil Steffann als Gemeinschaftswerkstatt für Kunst und Handwerk mit zweigeschossigen Wohnungen wieder aufgebaut wurde.

## Werke (Auswahl)
Toni Zenz arbeitete viel in Hartholz und Stein, sein hauptsächlich verwendetes Material war aber Bronze. Er formte seine Reliefs und Skulpturen in Ton, bevor er davon die Gipsmodelle für den Guss anfertigen ließ. Anders als viele Bildhauer fertigte er nie Skizzen oder Zeichnungen an, sondern bei Bedarf nur kleine Modelle, vor allem für die großen Kirchenaufträge wie die Portale der romanischen Kirche St. Kunibert am Kölner Rheinufer (1985 bis 1992), von Neu St. Alban in Köln und von St. Agnes in Hamburg-Tonndorf. Herausragende Bronzeskulpturen sind in St. Bernard (Hamburg-Poppenbüttel), in der Heilig-Geist-Kirche (Braunschweig), in Heilig-Geist (Aachen), in St. Elisabeth (Essen) und in der Pax-Christi-Kirche (Essen-Bergerhausen) zu sehen. Von ihm stammt auch die Gesamtheit des plastischen Programms (Portal, Altar, Ambo, Kruzifix u. a.) in der neuen Wallfahrtskirche St. Ludwig Maria Grignion von Montfort (1963) in Marienheide (Oberbergischer Kreis, Nordrhein-Westfalen). Eine Standfigur aus Bronze (Der Hörende) ist in der Kirche St. Gereon in Köln-Merheim aufgestellt. 1980 entwarf Toni Zenz den Duns-Scotus-Reliquar für den Mariendom in Neviges. Ein hölzerner Osterleuchter von 1948 befindet sich in St. Nikolaus, Köln-Dünnwald; drei Leuchter gehören zum Bestand der Kirche St. Johann Baptist zu Köln-Höhenhaus. 
Aufsehen erregte im Jahr 1957 die Weigerung des damaligen Bischofs von Speyer bei der Weihe der Kirche St. Konrad in Kaiserslautern, ein hölzernes Kruzifix von Toni Zenz und eine geschnitzte Muttergottes von Herbert Belau mit zu weihen. Er schloss die beiden Kunstwerke ausdrücklich von der Weihe aus, weil seiner Ansicht nach die Kunstwerke nicht dem gesunden religiösen Empfinden der Gläubigen entsprächen.